# ديفيد إتش أهل
ديفيد إتش أهل (بالإنجليزية: David H. Ahl)‏ هو مؤلف وكاتب أمريكي، ولد في 17 مايو 1939.